# Koukabako-Yarcé
Ne doit pas être confondu avec Koukabako-Silmi-Mossi ou Koukabako-Baloum.
Koukabako-Yarcé, également orthographié Koukabanko-Yarcé, est une localité située dans le département de Séguénéga de la province du Yatenga dans la région Nord au Burkina Faso.

## Santé et éducation
Les centres de soins les plus proches de Koukabako-Yarcé sont le centre de santé et de promotion sociale (CSPS) et le centre médical avec antenne chirurgicale (CMA) de Séguénéga.
Le village ne possède pas d'école primaire publique, les élèves devant se rendre à Koukabako-Baloum ou Koukabako-Silmi-Mossi, mais accueille toutefois une Maison de la jeunesse et de la culture (MJC).